# حمدي علاء
حمدي علاء (مواليد 1 أكتوبر 2000) هو لاعب كرة قدم مصري يلعب حالياً مع نادي الزمالك في مركز الوسط 

## مشواره
شارك حمدي علاء مباراة الأولى مع النادي الزمالك أمام نادي المقاولين واستطاع في لقائه الأول صنع هدف في المباراة. وتمت إعارته إلى نادي سموحة لنهاية موسم 2022